# Mali Vuković
Mali Vuković is een plaats in de gemeente Slunj in de Kroatische provincie Karlovac. De plaats telt 125 inwoners (2001).